# Lepilemur ruficaudatus
Lêmure-saltador-de-cauda-vermelha (Lepilemur ruficaudatus) é uma espécie de lémur, nativa de Madagascar. É uma espécie nocturna. Alimenta-se essencialmente de folhas. Poderá também se alimentar de frutos. Cada indivíduo pesa cerca de 800 g e o dimorfismo sexual não é muito notório. Vivem geralmente aos pares, com um território de 10 mil metros quadrados. Os dois membros do casal usam o mesmo território e existe pouca sobreposição entre territórios de pares adjacentes. Durante a actividade nocturna poderão fazer deslocações de entre 100 e 1000 metros. É portanto uma espécie relativamente pouco activa. Esta espécie habita a floresta caducifólia seca de Madagascar.

## Sinonímia
- Lepilemur globiceps
- Lepilemur pallidicauda